# Santa Ana (ort i Colombia, Magdalena, lat 9,32, long -74,57)
Santa Ana är en ort i Colombia.   Den ligger i departementet Magdalena, i den norra delen av landet, 500 km norr om huvudstaden Bogotá. Santa Ana ligger 29 meter över havet och antalet invånare är 13 950. Den ligger vid sjöarna  Ciénaga Playa Afuera Ciénaga de Jaraba Ciénaga Batatal och Ciénaga Michicoa.
Terrängen runt Santa Ana är mycket platt. Runt Santa Ana är det ganska tätbefolkat, med 75 invånare per kvadratkilometer. Närmaste större samhälle är Mompós, 17,9 km sydost om Santa Ana. Omgivningarna runt Santa Ana är en mosaik av jordbruksmark och naturlig växtlighet.